# ISO 3166-2:SK
ISO 3166-2:SK – kody ISO 3166-2 dla Słowacji. 
Kody ISO 3166-2 to część standardu ISO 3166 publikowanego przez Międzynarodowa Organizację Normalizacyjną. Kody te są przypisywane głównym jednostkom podziału administracyjnego, takim jak np. województwa czy stany, każdego kraju posiadające kod w standardzie ISO 3166-1. 
Aktualnie (2017) dla Słowacji zdefiniowano kody dla 8 krajów(słow. kraj). 
Pierwsza część oznaczenia to kod Słowacji zgodnie z ISO 3166-1, natomiast druga część oznaczenia znajdująca się po myślniku to dwuliterowy kod jednostki administracyjnej.

## Kody ISO
| Kod ISO | Nazwa jednostki administracyjnej | Nazwa jednostki administracyjnej w języku słowackim | Rodzaj jednostki administracyjnej |
| ------- | -------------------------------- | --------------------------------------------------- | --------------------------------- |
| SK-BC   | Bańskobystrzycki                 | Banskobystrický                                     | kraj                              |
| SK-BL   | Bratysławski                     | Bratislavský                                        | kraj                              |
| SK-KI   | Koszycki                         | Košický kraj                                        | kraj                              |
| SK-NI   | Nitrzański                       | Nitriansky                                          | kraj                              |
| SK-PV   | Preszowski                       | Prešovský                                           | kraj                              |
| SK-TA   | Trnawski                         | Trnavský                                            | kraj                              |
| SK-TC   | Trenczyński                      | Trenčianský                                         | kraj                              |
| SK-ZI   | Żyliński                         | Žilinský                                            | kraj                              |